# طیف‌سنجی نجومی

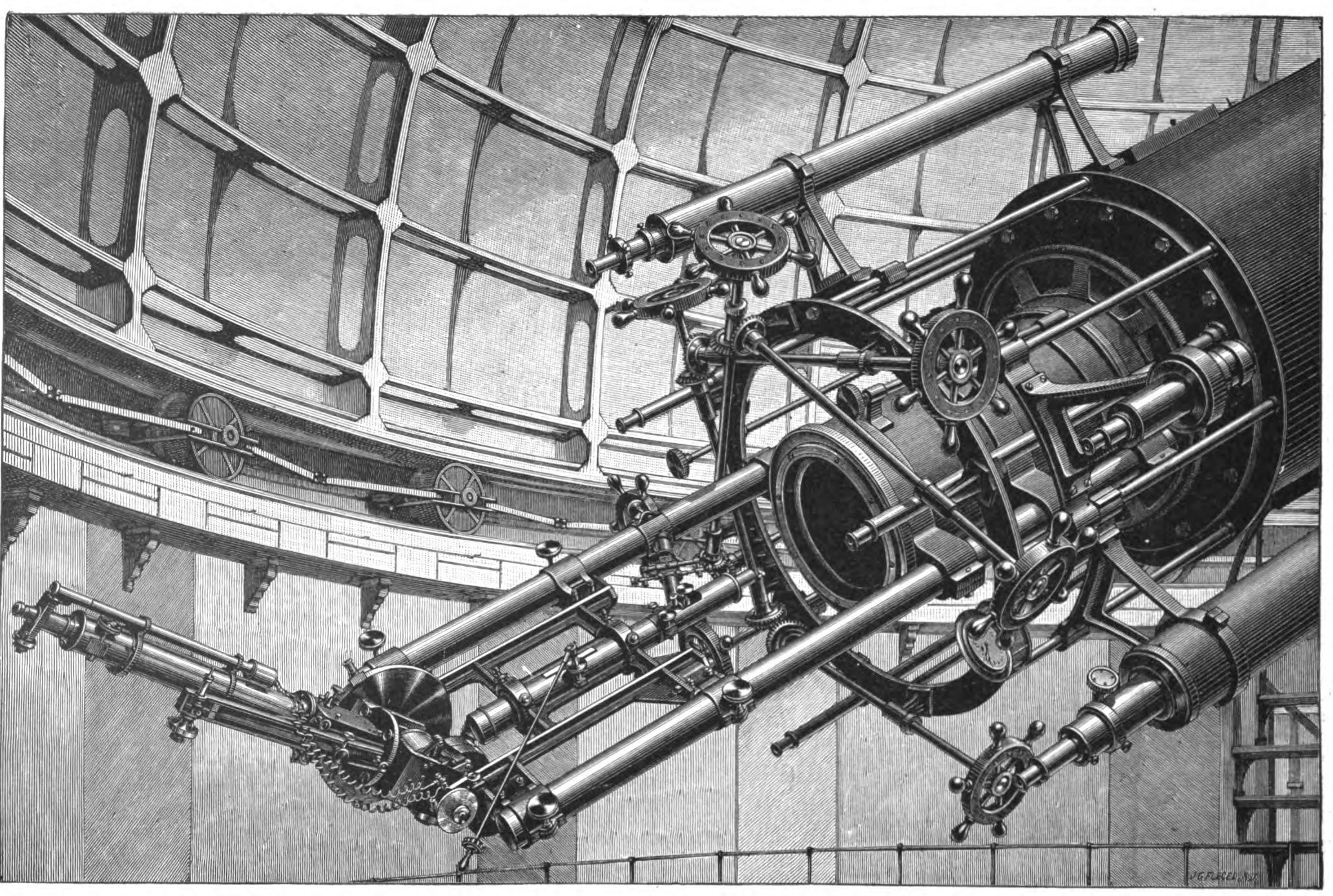
نمایی از طیف‌سنجی نجومی رصدخانهٔ لیک در سال ۱۸۹۸. طراحی‌شده توسط جیمز کیلر و ساخته‌شده توسط جان براشر

تاریخچهٔ طیف‌نمایی نجومی به نخستین مشاهدات نیوتون از نور خورشید پراکنده شده با منشور برمی‌گردد. در این طیف‌نمایی با مطالعهٔ طیف تابشی الکترومغناطیسی از اجرام آسمانی می‌توان به بسیاری از خواص ستارگان و کهکشان‌های دور مانند ساختار شیمیایی و حرکتشان دست یافت.

## ستارگان
از مهم‌ترین ستارگانی که طیف‌نمایی در آن سهم بسزایی داشته، خورشید است و در واقع فرانهوفر و سشی از پیشگامان اسپکتروسکوپی خورشیدی بودند. سشی ستارگان را بر اساس تعداد و پهنای خطوط جذبی آن‌ها طبقه‌بندی کرد، که بعدها به دمای ستارگان مربوط شد.
خطوط جذبی خاصی برای محدودهٔ دمایی مشخصی مشاهده می‌شد و همچنین هر خط جذبی برای اندازگیری یک ترکیب شیمیایی استفاده می‌شد.
هر عنصر مجموعه‌ای از خطوط جذبی را در بردارد، مهم‌ترین خط مربوط به هیدروژن است که تقریباً در هر ستاره موجود است و به عنوان خطوط بالمر شناخته می‌شود.
در سال ۱۸۶۸ خطوط زرد پررنگی در طیف خورشیدی مشاهده شد که قبلاً در آزمایشگاه دیده نشده بود؛ بنابراین آن را به عنصری نا شناخته نسبت دادند و آن را هلیوم که از واژه یونانی هلیوس به معنی خورشید بود نامیدند.
همچنین در دههٔ ۱۸۶۰ درهنگام کسوف در تاج خورشیدی خطوط گسیلی،به خصوص به رنگ سبز، مشاهده شد که باهیچ عنصری برابر نبود. آن را کرونیوم نامیدند تا اینکه در دههٔ ۱۹۳۰ معلوم شد که آن‌ها نیکل و آهن بسیار یونیده هستند که به خاطر دمای فوق‌العاده زیاد تاج خورشیدی ست.
همچنین این نوع طیف‌سنجی در اندازگیری خواص دیگری چون فاصله، طول عمر و تابندگی و نسبت جرم کاهش یافته قابل استفاده‌است.

## سحابی‌ها
در ابتدا و در زمان نجوم تلسکوپی کلمه سحابی به هر قطعه نوری تیره که شبیه ستاره بود گفته می‌شد. خیلی از آن‌ها مثل آندرومدا طیفی شبیه طیف اجرام آسمانی داشتند بنابراین کهکشان از آب درآمدند.
ویلیام هاگینز هنگام مشاهده سحابی چشم گربه‌ای هیچ طیف پیوسته‌ای مانند خورشید را مشاهده نکرد به جز چند خط قوی گسیلی که با خطوط هیچ عنصری روی زمین برابر نبود. در اینجا باز عنصر جدیدی بنام نبولیم (nebulium) پیشنهاد شد.
در دههٔ ۱۹۲۰ فهمیدند که اینها خطوط اکسیژن‌اند و چون سحابی‌ها بسیار رقیق‌اند خیلی کم‌چگال‌تر از حتی بهترین خلاء تولیدی روی زمین هستند.
در شرایط خلاء اتم‌ها به‌طور متفاوت رفتار کرده و خطوطی می‌توانند شکل بگیرند که در چگالی‌های معمولی تحت فشار قرار گرفتند.

## کهکشان‌ها
طیف کهکشان‌ها شبیه طیف ستارگان است. این نوع اسپکتروسکوپی منجر به کشف خیلی از اصول و مبانی فیزیکی شد. در دههٔ ۱۹۲۰ هابل کشف کرد که همه کهکشان‌ها در حال دور شدن از زمین‌اند. این دلیلی بود بر اینکه عالم از یک نقطه یعنی انفجار بزرگ شروع شده‌است.
همچنین زیکی متوجه شد که کهکشان‌ها تندتر از آنچه که ممکن به نظر می‌رسد در حال حرکت‌اند؛ بنابراین او فرض کرد که خوشه‌های کهکشان‌ها بایستی از مقدار زیادی از اجرام غیر نورانی که با عنوان ماده تاریک شناخته می‌شوند تشکیل شده باشند.

## کوازارها
در سال ۱۹۵۰ تعدادی چشمهٔ قوی رادیویی وابسته به اجرام خیلی کم‌نور که به نظر می‌رسید خیلی آبی باشند پیدا شد. آن‌ها منابع رادیویی شبه‌اختری یا کوازارها نامیده شدند. خطوط جذبی از زمانی که اولین طیف از این اجرام گرفته شد غیره منتظره بود و به زودی به عنوان یک طیف کهکشانی عادی خط نشری اتم هیدروژن با قرمز گرایی بالا دریافت شد. قانون هابل درخشندگی بالا و دور دست بودن شبه‌ستاره‌ها را می‌رساند.

## سیاره وسیارک‌ها
چون سیاره‌ها و سیارک‌ها فقط با انعکاس نور خورشید می‌درخشند طیف نور بازتابی از آن‌ها شامل باندهای جذبی مربوط به مواد معدنی در صخره‌ها و سنگ‌های موجود در بدنه یا عناصر و مولکول‌های موجود در اتمسفرشان است.
سیارک‌ها با توجه به طیفشان به سه قسمت تقسیم می‌شوند:
- نوعC :که از مواد کربندار ساخته شده‌اند
- نوعS :عموماً از سیلیکان تشکیل شده‌اند
- نوعM :که متالیک‌اند. سیارک‌های نوع‌M ترکیب تا حدی شناخته شده‌اند. آن‌ها نسبتا روشن هستند (آلبدو 0.1-0.2). برخی، اما نه همه، از نیکل-آهن ساخته شده‌اند.

## دنباله‌دار
طیف دنباله‌دار متشکل از ابرهای گرد و غباراست که احاطه اش کرده، همانند زمانی که بادهای خورشیدی با گازهای احاطه شده با دنباله‌دار برخورد می‌کند.
آنالیز ترکیبات ستاره‌های دنباله‌دار نشان می‌دهد در آن‌ها از مواد اولیه روزهای ابتدایی منظومه شمسی وجود دارد. پیشنهاد شده که ممکن است که در اثر آن‌ها در زمین آب بیشتری برای اقیانوس‌ها و مواد شیمیایی لازم برای شکل‌گیری حیات تولید شده باشد.